# Биортогонализация Ланцоша
Биортогонализация Ланцоша — в линейной алгебре процесс построения пары биортогональных базисов для двух подпространств Крылова
{\displaystyle {\mathcal {K}}_{m}(v_{1},A)=span\{v_{1},Av_{1},A^{2}v_{1},...,A^{m-1}v_{1}\}}
{\displaystyle {\mathcal {K}}_{m}(w_{1},A^{T})=span\{w_{1},A^{T}w_{1},(A^{T})^{2}w_{1},...,(A^{T})^{m-1}w_{1}\}.}
Метод был предложен венгерским физиком и математиком Корнелием Ланцошем и является расширением процедуры ортогонализации Ланцоша на случай, когда матрица {\displaystyle A} несимметрична.

## Теоретическое обоснование метода
Определение. Системы векторов {\displaystyle \{x_{i}\}_{i=1}^{m}} и {\displaystyle \{y_{i}\}_{i=1}^{m}} называются биортогональными, если
{\displaystyle \forall i\neq j\;(x_{i},y_{j})=0.}
|  | Теорема. Пусть векторы {\displaystyle v_{1}} и {\displaystyle w_{1}} таковы, что {\displaystyle (v_{1},w_{1})\neq 0} и пусть системы векторов {\displaystyle \{v_{i}\}_{i=1}^{m}} и {\displaystyle \{w_{i}\}_{i=1}^{m}} определяются соотношениями: {\displaystyle v_{i+1}=Av_{i}-\alpha _{i}v_{i}-\beta _{i}v_{i-1},\ v_{0}=0;} {\displaystyle w_{i+1}=A^{T}w_{i}-\alpha _{i}w_{i}-\beta _{i}w_{i-1},\ w_{0}=0;} {\displaystyle \alpha _{i}={\frac {(Av_{i},w_{i})}{(v_{i},w_{i})}}} {\displaystyle \beta _{i}={\frac {(v_{i},w_{i})}{(v_{i-1},w_{i-1})}},\beta _{1}=0} Тогда - Системы {\displaystyle \{v_{i}\}_{i=1}^{m}} и {\displaystyle \{w_{i}\}_{i=1}^{m}} являются биортогональными. - Каждая из систем {\displaystyle \{v_{i}\}_{i=1}^{m}} и {\displaystyle \{w_{i}\}_{i=1}^{m}} является линейно-независимой и образует базис в {\displaystyle K_{m}(v_{1},A)} и {\displaystyle K_{m}(w_{1},A^{T})} соответственно. |

Первое утверждение теоремы доказывается методом математической индукции. 
Действительно, пара векторов {\displaystyle v_{1}} и {\displaystyle w_{1}} удовлетворяет условию биортогональности. 
Предположим теперь, что уже построены биортогональные наборы {\displaystyle {\mathcal {f}}v_{1},...,v_{i}{\mathcal {g}}} и {\displaystyle {\mathcal {f}}w_{1},...,w_{i}{\mathcal {g}}}, и далее покажем, что для вектора {\displaystyle v_{i+1}}, определяемого соотношением {\displaystyle v_{i+1}=Av_{i}-\alpha _{i}v_{i}-\beta _{i}v_{i-1},} имеет место {\displaystyle (v_{i+1},w_{k})=0,k={\overline {1,i}}.}
Умножим выражение {\displaystyle v_{i+1}=Av_{i}-\alpha _{i}v_{i}-\beta _{i}v_{i-1},} скалярно на {\displaystyle w_{k}}
Если {\displaystyle k=i,} то по предположению индукции последнее скалярное произведение обращается в ноль и 
Если же {\displaystyle k<i,} то
По предположению индукции, при {\displaystyle k<i-1} все четыре скалярные произведения обращаются в ноль; при {\displaystyle k=i-1} равны нулю все скалярные произведения во втором и третьем слагаемых, и тогда
Аналогичным образом доказывается, что {\displaystyle (v_{k},w_{i+1})=0} для {\displaystyle k={\overline {1,i}}.}
Чтобы доказать второе утверждение теоремы, заметим, что непосредственно из {\displaystyle v_{i+1}=Av_{i}-\alpha _{i}v_{i}-\beta _{i}v_{i-1},v_{0}=0} следует {\displaystyle span{\mathcal {f}}v_{1},v_{2},...v_{m}{\mathcal {g}}=K_{m}(v_{1},A).} Остаётся лишь показать линейную независимость векторов {\displaystyle v_{1},...,v_{m}.}
Составляя скалярные произведения с векторами {\displaystyle w_{k},k={\overline {1,i}},} получим 
а так как по ранее доказанной биортогональности {\displaystyle (v_{k},w_{k})\neq 0,} то все коэффициенты {\displaystyle \gamma _{k}} должны быть нулевыми.
Аналогичные рассуждения для {\displaystyle w_{1},...,w_{m}} завершают доказательство теоремы.
Замечание. Основным недостатком биортогонализации Ланцоша является возможность возникновения ситуации, когда {\displaystyle (v_{i},w_{i})=0;} при этом продолжение процесса становится невозможным из-за неопределённости коэффициента {\displaystyle \beta _{i+1}.}

## Алгоритм биортогонализации Ланцоша
1. Выбираем два вектора {\displaystyle v_{1},\ w_{1}}, так чтобы {\displaystyle (v_{1},w_{1})=1.}
2. Полагаем {\displaystyle \beta _{1}=\delta _{1}\equiv 0,\ w_{0}=v_{0}\equiv 0}
3. Для {\displaystyle j=1,2,...,m} делать:
4. {\displaystyle \alpha _{j}=(Av_{j},w_{j})}
5. {\displaystyle {\hat {v}}_{j+1}=Av_{j}-\alpha _{j}v_{j}-\beta _{j}v_{j-1}}
6. {\displaystyle {\hat {w}}_{j+1}=A^{T}w_{j}-\alpha _{j}w_{j}-\delta _{j}w_{j-1}}
7. {\displaystyle \delta _{j+1}={\mathcal {j}}({\hat {v}}_{j+1},{\hat {w}}_{j+1}){\mathcal {j}}^{1/2}}. Если {\displaystyle \delta _{j+1}=0,} то СТОП
8. {\displaystyle \beta _{j+1}=({\hat {v}}_{j+1},{\hat {w}}_{j+1})/\delta _{j+1}}
9. {\displaystyle v_{j+1}={\hat {v}}_{j+1}/\delta _{j+1}}
10. {\displaystyle w_{j+1}={\hat {w}}_{j+1}/\beta _{j+1}}
11. Конец цикла по {\displaystyle j}.